# Георг Краев
Георг Димитров Краев е професор по фолклорни изкуства. Водещ специалист е в областта на класическата фолклорна култура и пост-фолклорните ѝ прояви – попкултурата, градската фолклорност и други подобни. Радиоводещ, дълги години води фолклорното предаване „Вардар, Дунав и Марица“ по Радио „Фокус“.

## Биография
Георг Краев е роден на 30 ноември 1947 г.
Научен сътрудник в Института за фолклор при БАН (1975 – 1990). През 1987 г. защитава кандидатска (днес – докторска) дисертация на тема „Травестизмът в българската фолклорна обредност“ с научен ръководител Тодор Иванов Живков. Директор на Столична библиотека и преподавател в Нов български университет, редактор в програма „Христо Ботев“ на БНР (1991 – 1993). Асистент (1995), доцент (2004), професор (2008) в НБУ. Зам.-декан и декан на факултет „Продължаващо обучение“ на НБУ (1998 – 2000). 
Водещ на предавания по различни радиостанции.
На 17.09.2021 получава статуетката на  Годишните фолклорни награди  за Цялостен принос в българския фолклор. 
Комисията за разкриване на досиетата с Решение № 2-407/ 08.10.2014 г. установява принадлежността на Георг Краев към органите на Държавна сигурност, действал под псевдонима „Панайот“ в качеството на агент на ДС – управления VI-IХ-II.

### Авторски изследвания
- „Бабинден“. София, 1985
- „Български маскарадни игри“. София: Алиса, 1996.
- „Маска и було“. София: Изток – Запад, 2003. (ISBN 954-8945-46-0)
- „Пъзелът фолклор – насам & натам“. София: НБУ, 2007.
- „Фолклорът като сувенир – начин на употреба в туризма“. София: НБУ, 2009.

### Съставителство и редакция
- „Кафенето като дискурс“. Съст. Георг Краев. София: НБУ, 2005. (ISBN 954-535-394-5)
- „Чалгата – за и против. Доклади и кръгла маса, 25-26 юни 1999“. София: НБУ (ISBN 954-535-220-5)